# Schron w Skale Kmietowicza I
Schron w Skale Kmietowicza I – jaskinia, a właściwie schronisko, w Dolinie Chochołowskiej w Tatrach Zachodnich. Wejście do niej położone u podnóża Skały Kmietowicza, przy drodze prowadzącej przez Dolinę Chochołowską, na północ od Schronu w Skale Kmietowicza II, na wysokości 994 metrów n.p.m. Długość jaskini wynosi 4,70 metrów, a jej deniwelacja 1,30 metrów.

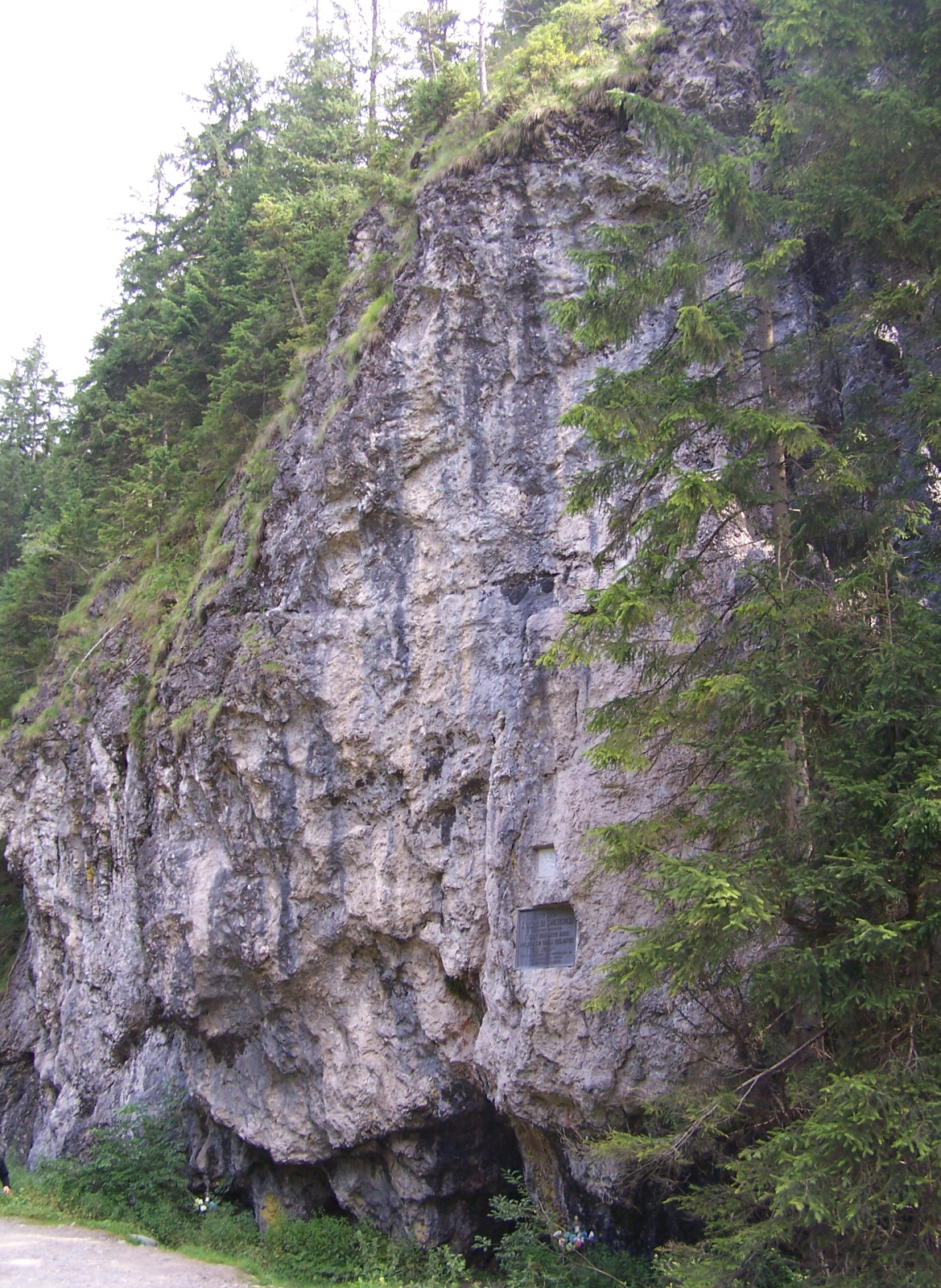
Skała Kmietowicza

## Opis jaskini
Jaskinię stanowi szczelinowy, idący lekko w górę, zwężający się korytarz zaczynający się w niewielkim, szczelinowym otworze wejściowym.

## Przyroda
W jaskini brak jest nacieków. Ściany są wilgotne, rosną na nich mchy.

## Historia odkryć
Jaskinia była znana od dawna. Jej pierwszy plan i opis sporządził M. Burkacki przy pomocy E. Głowackiej, I. Gmaj-Różyczki i M. Różyczki w 1977 roku.